# Lester (Iowa)
Pour les articles homonymes, voir Lester.
Lester est une ville du  comté de Lyon, en Iowa, aux États-Unis. Elle est incorporée le 26 décembre 1892.

## Source de la traduction
- (en) Cet article est partiellement ou en totalité issu de l’article de Wikipédia en anglais intitulé « Lester, Iowa » (voir la liste des auteurs).